# Thailand Open 2019
Il Thailand Open 2019 è stato un torneo di tennis giocato sul cemento. È stata la terza edizione del torneo facente parte della categoria International nell'ambito del WTA Tour 2019. Si è giocato alla True Arena Hua Hin di Hua Hin, in Thailandia, dal 28 gennaio al 2 febbraio 2019.

## Partecipanti

### Teste di serie
| Nazionalità   | Giocatrice         | Ranking* | Testa di serie |
| ------------- | ------------------ | -------- | -------------- |
| Spagna        | Garbiñe Muguruza   | 18       | 1              |
| Francia       | Caroline Garcia    | 19       | 2              |
| Taipei cinese | Hsieh Su-wei       | 27       | 3              |
| Cina          | Zheng Saisai       | 40       | 4              |
| Cina          | Zhang Shuai        | 42       | 5              |
| Australia     | Ajla Tomljanović   | 47       | 6              |
| Francia       | Pauline Parmentier | 55       | 7              |
| Ucraina       | Dayana Yastremska  | 57       | 8              |

- Ranking al 14 gennaio 2019.

### Altre partecipanti
Le seguenti giocatrici hanno ricevuto una Wild card per il tabellone principale:
- Caroline Garcia
- Sabine Lisicki
- Peng Shuai

Le seguenti giocatrici sono passate dalle qualificazioni:

- Jennifer Brady
- Duan Yingying
- Priscilla Hon
- Chloé Paquet
- Conny Perrin
- Arantxa Rus

## Ritiri
Prima del torneo
- Mihaela Buzărnescu → sostituita da  Anna Blinkova
- Zarina Diyas → sostituita da  Kateryna Kozlova
- Bethanie Mattek-Sands → sostituita da  Monica Niculescu
- Wang Qiang → sostituita da  Mandy Minella

Durante il torneo
- Tímea Babos
- Zhang Shuai

## Punti
| Evento    | V   | F   | SF  | QF | 2T | 1T   | Q    | Q2   | Q1   |
| Singolare | 280 | 180 | 110 | 60 | 30 | 1    | 18   | 12   | 1    |
| Doppio    | 280 | 180 | 110 | 60 | 1  | N.D. | N.D. | N.D. | N.D. |

## Montepremi
| Evento    | V       | F       | SF      | QF     | 2T     | 1T     | Q2     | Q1   |
| Singolare | $43,000 | $21,400 | $11,500 | $6,175 | $3,400 | $2,100 | $1,020 | $600 |
| Doppio    | $12,300 | $6,400  | $3,435  | $1,820 | $960   | N.D.   | N.D.   | N.D. |

## Campionesse

### Singolare
Dayana Yastremska ha sconfitto in finale  Ajla Tomljanović con il punteggio di 6-2, 2-6, 7–6(3).
- È il secondo titolo in carriera per Yastremska, il primo della stagione.

### Doppio
Irina-Camelia Begu e  Monica Niculescu hanno sconfitto in finale  Anna Blinkova e  Wang Yafan con il punteggio di 2-6, 6-1, [12-10].